# Refugi de Respomuso
El Refugi de Respomuso està situat a la vall de Tena, al circ de Piedrafita, a 2.220 m d'altitud. És un refugi de muntanya guardat tot l'any amb 105 places en llitera i llitera correguda. Disposa d'aigua corrent, dutxes i lavabos, aigua calenta, servei de bar i menjador, flassades, calefacció, ximeneia, lloc per cuinar, armariets, guardaesquís, calcer de descans i aula d'audiovisuals. També ofereix telèfon i sistema de telecomunicacions per a socors.
Va ser inaugurat en octubre de 1993 i va suposar el tancament del refugi Alfonso XIII i la seua conversió com a cabana de pastors, però des de l'any 2015 el refugi de Respomuso tanca durant l'hivern, dels 15 de desembre al 15 de març, de forma preventiva pel perill d'allaus, el que ha suposat la reobertura del vell refugi Alfonso XIII en època hivernal.

## Activitats
És un punt de partida per a molts excursionistes, per a practicar el senderisme pel GR 11, sender Ibons d'Arriel i Circ de Piedrafita, travesses al refugi de Wallon i al Balneari de Panticosa (GR-11), ascensions al Balaitús, Frondelles, Tebaray, Gran Facha, Infiernos (Central, Occidental, Oriental), Cristales, Cambales, Llena Cantal, així com itineraris d'esquí de Muntanya, escalades en alta muntanya i en gel.